# Берлин (Челябинская область)
Берли́н — село в Троицком районе Челябинской области. Входит в состав Нижнесанарского сельского поселения.

## Этимология
Поселение основано в 1842 году как пост № 32. Затем, подобно другим населённым пунктам Южного Урала (Арсинский, Бородиновка, Бреды, Варна, Варшавка, Кассельский, Клястицкое, Лейпциг, Париж, Тарутино, Фершампенуаз, Чесма и другим), поселению определили европейский топоним. Название Берлин, происходящее от одноименной столицы Германии, дали в память о войне с Наполеоном, в котором также участвовали оренбургские казаки.

## История
Основан в 1842 году как военное поселение — пост № 32 Оренбургского казачьего войска в Новолинейном районе. Назван в честь взятия русскими войсками Берлина в 1760 году во время Семилетней войны и в 1813 году во время войны с Наполеоном (в то время казаки-нагайбаки составляли в российской армии отдельный полк). Близ села расположен Троицкий лесостепной заказник и Троицкое учебно-опытное лесное хозяйство — биологическая база Пермского государственного университета, на которой ведутся наблюдения за состоянием заказника и проходят практику студенты-биологи.

## Пограничная зона
Находятся по соседству с погранзаставами. Для посещения требуется пропуск в пограничную зону.

## Население
| 2002 | 2010 |
| ---- | ---- |
| 626  | ↘613 |

(в 1928 — 721, в 1964 — 507, в 1971 — 413, в 1995 — 749)

## Уроженцы и известные жители
- Иван Павлович Варфоломеев — литературовед; доктор филологических наук, профессор.
- Гинзбург Ян Юдович (1912—2006) — ветеран Великой Отечественной войны. после ранения на фронте, был председателем Берлинского сельского совета Берлина с 1941 по 1946 годы.